# El mundo alucinante
El mundo alucinante es la segunda novela del escritor cubano Reinaldo Arenas. Es una de las novelas más conocidas y representantes del boom latinoamericano. La novela es una versión libre, paródica y fantástica de la vida y Memorias de Fray Servando Teresa de Mier y Noriega y Guerra. Esta novela ha sido considerada como innovadora y renovadora de la prosa de su época en cuanto a la estructura narrativa e incluso para algunos críticos los primeros atisbos del realismo mágico comienzan con este escritor.

## Génesis de la novela
La época de Reinaldo Arenas y su obra es la de la guerra fría y la lucha ideológica. Al autor le toca vivir la etapa de transición de un gobierno a otro, del gobierno de Batista al de Fidel Castro. En principio Arenas se sentía identificado con la nueva lucha encabezada por Fidel Castro y Ernesto Guevara pues el escritor afirmaba que cualquier ideología o forma de gobierno sería mejor que la del régimen de Batista. Es así como un joven Arenas se une a la lucha revolucionaria en 1958 de la cual regresa sin disparar ni una bala pues se unió a la guerrilla en los últimos días de la lucha contra el antiguo gobierno.

Posteriormente, ya instalado el nuevo régimen, Arenas es becado en múltiples ocasiones para estudiar contaduría e ingeniería agrónoma, sin embargo, su espíritu como escritor surge a los veinte años cuando gana un concurso de la Biblioteca José Martí por leer un cuento ante un jurado entre los que se encontraban los poetas Eliseo Diego, Cintio Vitier y Fina García Marruz (quienes posteriormente serían sus mentores en el pequeño mundo literario de la isla). Es ahí en la biblioteca cuando surgen sus dos primeras novelas Celestino antes del alba y El mundo alucinante (con las dos obtiene mención honorífica de la UNEAC, 1965 y 1966 respectivamente). Sobre El mundo alucinante, Arenas dice que el génesis de su novela surgió de manera inesperada e indirecta pues el autor cuenta:
“Yo estaba preparando un trabajo muy aburrido en la Biblioteca Nacional donde trabajaba. Todos los viernes (en 1964) se daban en aquella biblioteca unas charlas sobre algún escritor latinoamericano. Yo escogí para mi trabajo a Juan Rulfo porque me sentía más identificado con él. Para documentarme sobre Rulfo y la literatura mexicana empecé a leer una antología o historia de la literatura mexicana. La historia era malísima, pero traía una nota que decía textualmente: ‘el verdadero creador de la literatura mexicana es Fray Servando Teresa de Mier, un fraile mexicano que recorrió a pie toda Europa huyendo de la inquisición y realizando aventuras inverosímiles’ ¡Eso era todo lo que decía! Quedé yo muy intrigado por saber quién era ese creador de la literatura mexicana ¿Cuáles eran esas aventuras? ¿Qué tenían de inverosímiles?"
En ese momento Arenas investigó todo sobre él y es por ello que escribió la novela pues quería que hubiera algo que contara su vida alocada y no la versión histórica y aburrida de los libros de historia y las compilaciones de ensayos. Pero además de ser escrita para mostrar una nueva figura de Fray Servando, la novela es hecha por el autor con motivo del concurso anual de literatura de la UNEAC de 1966. Ese año el premio queda desierto y la novela de Arenas solo obtiene mención honorífica, pero se le dice que si cambia algunos pasajes podría ser publicada. La novela no ganó el premio por supuestos criterios editoriales como la inserción de pasajes eróticos y homosexuales aunque cabe destacar que escritores como Alejo Carpentier y José Antonio Portuondo, simpatizantes del régimen, se opusieron a otorgar el premio a la novela y fue solo por la intervención de Virgilio Piñera que la novela recibió mención honorífica.
Tras perder el concurso de la UNEAC, Virgilio Piñera se puso en contacto con Reinaldo Arenas para revisar y corregir la obra, ambos revisaron el manuscrito e hicieron cambios para cumplir con los criterios exigidos, pero a pesar de los esfuerzos no lograron convencer a los editores para publicar la novela. Sin embargo, si hay testimonios de alguna publicación de El mundo alucinante en Cuba pues, años antes pero después del concurso de la UNEAC, por lo menos dos extractos de la novela se habían publicado en revistas oficiales del régimen, lo cual muestra el interés que despertó Arenas en la crítica, pero al final se negaron a publicarla por completo. Se le aconsejó siempre a Arenas quitar lo erótico y lo homosexual de la novela para que se publicara, pero este se negó rotundamente, ya que la escritura era el único tipo de libertad que tenía en la isla. En una entrevista póstuma a estos eventos, Arenas hablaría sobre la censura de la novela: “Esos pasajes eróticos y homosexuales, ocasionaron una reunión a la cual me citaron pues tenía que suprimirlos si quería que el libro se publicase. Por supuesto yo me negué a que mi novela fuese mutilada". Finalmente los críticos y editores cubanos deciden que la novela no puede ser publicada por tener esos pasajes eróticos que el autor no quería suprimir.

## Ediciones de la novela
A pesar de las adversidades, el autor no se dio por vencido y se las arregla para publicar su novela en Europa entre 1966 y 1969 con ayuda de sus amigos Jorge y Margarita Camacho. Así la primera edición de El mundo alucinante no fue en español, sino en francés y fue publicada en 1968 con el título Le monde hallucinant, traducida por Didier Coste. Ese mismo año la novela gana el premio a mejor libro extranjero y al año siguiente Arenas recibe una carta de la editorial mexicana Diógenes para publicar su novela, sin embargo, el proceso para publicarla en esta editorial fue bastante complicado, ya que fueron muchos los intentos fallidos para sacar el manuscrito de la isla y fue tan complejo e imposible hacerlo que uno de los jefes editoriales tuvo que ir a La Habana a recogerlo personalmente. Es de esta manera como la editorial Diógenes pública la primera versión en español de la novela.
Pero aunque la novela ya tenía dos publicaciones, el manuscrito no había sido revisado por el autor ni lo sería hasta su salida de la isla en 1980 cuando Arenas logra salir con una identificación falsa en los eventos conocidos como “éxodo de Mariel" en donde más de 140 mil cubanos descontentos con el régimen de Castro abandonan la isla. El 6 de mayo de 1980 Arenas y los demás exiliados llegan a la isla Cayo Hueso en Florida. Tras su llegada a Estados Unidos, Arenas se dedica a editar su obra y la primera de la que se encarga es El mundo alucinante. Arenas reedita la novela, le da la forma final y es publicada en 1982 por la editorial venezolana Monte Ávila. Esta forma es con la que cuentan la mayoría de las editoriales hoy en día.
A pesar de las vicisitudes que sucedieron para que El mundo alucinante fuera publicado, al final la novela fue un éxito. La editorial Diógenes hizo por lo menos 3 ediciones (1969, 1973, 1978) y hoy existen cinco más de diversas editoriales, por no hablar de la traducción al menos 10 idiomas.

## Estilo y estructura de la novela

### El neobarroco
Sobre el contexto artístico de la novela, se puede considerar que se ubica no solo por su época sino también por su estilo en el periodo denominado como neobarroco. Este estilo es casi una categoría del espíritu que se “opone” a lo clásico, como un rechazo al sistema normativo (un sistema liberador de los estrictos parámetros para crear arte), la tendencia a la sistematización regulada frente a la primacía de la caótica imaginación. Ello se logra mediante: El dinamismo (curvas y contracurvas), los efectismos (figuras irregulares, asimétricas, engaños visuales), los contrastes (luz/oscuridad) y un realismo extremo. La crisis, la duda, el experimento son sus características pero además se pueden agregar las siguientes: la sustitución, el artificio, la proliferación, la parodia, la carnavalización y la intertextualidad. Todo es una ilusión, un juego de espejos en este estilo. El neobarroco refleja estructuralmente la inarmonía, la ruptura de la homogeneidad, es el arte del destronamiento y la discusión.
Los latinoamericanos vieron al neobarroco como una ideología de pacificación de los conflictos, como una opción liberadora.  Reinado Arenas no se queda atrás y también opta por esta opción liberadora, El mundo alucinante tiene aspectos del neobarroco pues en su novela se juntan lo inverosímil, lo exagerado, lo grandioso, lo cotidiano, lo sorprendente, lo trascendental, lo heterosexual y lo homosexual, lo cómico y lo trágico y dan como resultado la voluntad del hombre ante la opresión de los poderes políticos en cualquier época. El mundo alucinante se ubica en el neobarroco y su estructura y contenido dan testimonio de ello.
La novela presenta las siguientes características que la definen dentro del neobarroco: convivencia de diferentes géneros, intertextualidad, uso de tres narradores y la mezcla de lo verídico y lo ficticio de las Memorias y la Apología de Fray Servando. Sobre la convivencia de diferentes géneros, la novela de Arenas es un viaje a través de numerosas retóricas de la literatura de épocas diversas. La novela tiene una participación múltiple en varios discursos; por ejemplo, el discurso de la picaresca, el de la aventura de viaje por regiones desconocidas y especialmente un gran discurso de sátira e invectiva. Asimismo, hay una mezcla de formas literarias, por ejemplo, el capítulo XI el cual está escrito en verso y el capítulo XX que da cuenta de un diario del fraile. Sobre la intertextualidad de la novela, Arenas hace alusión a la Divina Comedia cuando Servando visita los jardines del rey aunque también se puede advertir fácilmente la influencia de Don Quijote como modelo de personaje para construir la personalidad de Servando y por último hay alusión estructural en cuanto a la trama con Las mil y una noches, es decir, un mundo de persecuciones y miserias interminables. Sobre el uso de tres narradores, en la novela impera el yo con 43 apariciones, después la tercera persona con 18 veces y finalmente el narrador en segunda persona con 12 apariciones. Todas estas voces narrativas corrigen, añaden y modifican la acción. Por último la mezcla de la realidad y lo fantástico en las Memorias y Apología. Las 34 notas al pie de página demuestran la consulta de al menos 10 obras bibliográficas, incluidas la obra del mismo Servando. Sin embargo, cabe resaltar que de las Memorias solo obtuvo el tomo I y lo demás lo inventa y llena con otros textos, así pues eso revela su actitud irreverente contra la historia y con ello da cuenta de que su investigación es creadora, inventiva y que las fuentes históricas sirven para reconstruir a Servando, pero no para definirlo por completo, es pues una lectura con fines artísticos y no científicos históricos.
Para la reinvención de la figura de Servando, Arenas usa por lo menos las siguientes fuentes: el pasaje de una historia o antología de la literatura mexicana que nadie hasta el momento ha podido precisar, el tomo I de las Memorias, el libro sobre Fray Servando de Valle Arizpe y el pasaje sobre Fray Servando en La expresión americana de José Lezama Lima. Las notas del 1 al 10 y del 13 al 17 de la novela,  se refieren a las Memorias de Servando. La fuente de Arizpe sirvió a Arenas en suplemento de no tener el tomo II de las Memorias pues el libro de Arizpe da cuenta de la primera y última parte de la vida del fraile y equivalen a los capítulos 1 a 7 y 25 a 35. Por último sobre el libro de Lezama, Arenas lo toma como inspiración para formar la figura del fraile, pero claro que al final la versión de Arenas es una versión exagerada de ese libertador.

### Estructura de la novela
La novela se compone de 42 capítulos, cuatro de los cuales se repiten (1, 2, 7 y 27), una nota final sobre el destino de los restos de Fray Servando, 34 notas al pie de página, una carta prólogo y una segunda nota donde se cuenta las peripecias de su publicación, esto en la edición francesa de 1968 y la española de 1969. Para la edición revisada de 1982 por el mismo Arenas, este corrigió el número de notas a pie de página, el índice y escribió un segundo prólogo titulado “Fray Servando, victima infatigable”.
Por otro lado, otras intertextualidades, además de las mencionadas anteriormente, son los poemas de José María Heredia: Niagara, En el Teocalli de Cholula, Himno al océano, Los placeres de la melancolía, Himno al sol.  De los textos de Fray Servando además de las Memorias y la Apología, aparecen partes de otros textos como Carta de despedida a los mexicanos y Discurso en el Congreso Nacional mexicano del 15 de julio de 1822. Finalmente, Arenas también toma parte de textos como Historia de las Indias de Nueva España y Islas de tierra firme de Fray Diego Duran y La mala vida en la España de Felipe IV, de José Deleito y Peñuela.

## Personajes
El mundo alucinante cuenta con una amplia cantidad de personajes que aparecen a lo largo de la trama. Estos se pueden dividir en dos: los que realmente existieron y los que Arenas introdujo en la obra para llenar vacíos de información sobre la vida del Fraile y para agregar más acción al drama.
- Las dos Josefas: En la novela representan a las dos hermanas que tuvo Fray Servando en vida. Sin embargo, en la novela apenas se delinean y estas solo aparecen y se mencionan en el capítulo I.[23]

- La madre de Fray Servando: Al igual que las dos hermanas, la madre de Servando apenas es mencionada, nunca se menciona su nombre, pero esta tiene mayor participación en la novela que sus hermanas. Su madre lo castiga, lo manda a la escuela y lo cuida como una madre común.[24]

- Un maestro: Un docente aparece como primer mentor en la infancia de Servando, el maestro es un hombre que lo regaña constantemente  por su gran imaginación y por sus errores gramaticales. Es notable mencionar que algunos autores han mencionado que estos primeros personajes se relacionan más con la vida del autor que con la del verdadero Fray Servando.[25]

- Padre Terencio: Es un personaje ficticio que no aparece ni en las Memorias ni en la Apología, en la novela funge como tutor de Fray Servando en el convento de Santo Domingo y trató de abusar de él. Arenas introduce este personaje como una  alusión a las perversiones de la iglesia y los constantes abusos a menores que siempre se han presentado por parte de los eclesiásticos hacia los feligreses.[26]

- El arzobispo: Es una alusión al clérigo Alonso Núñez de Haro y Peralta quien fue arzobispo de México desde 1772 hasta su muerte (1787), le dio la licencia de predicador a Servando en 1792 y fue quien dos años después se la quitaría e iniciaría el proceso en su contra por el sermón dado el 12 de diciembre de 1794. En la novela nunca se menciona su nombre, solo se le nombra como el arzobispo.[27]

- El virrey: Referencia a Miguel de la Grúa Talamanca, virrey de la Nueva España de 1794 a 1798, nunca se menciona su nombre en la novela, al igual que el arzobispo solo se le nombra como el virrey. Aparece siempre a lado del arzobispo Alonso Núñez de Haro y Peralta.[28]

- El león: Francisco Antonio León es un personaje que aparece tanto en las Memorias como en la novela de Arenas. En la obra se le menciona constantemente como el león. Servando lo describe en sus memorias como un hombre ignorante y corrompido.[29] En la novela es el gran enemigo de Servando, el que lo perseguirá por toda Europa tratando de encerrarlo de nuevo. Se le menciona como el león por su aspecto fiero y por su gran audacia de cazador para seguirle la pista a Servando, no obstante, Arenas también lo describe como si fuera un león de verdad, con garras y melena.

- Borunda: Alusión a José Ignacio Borunda, abogado e historiador novohispano. Se dedicó a estudiar la cultura náhuatl, producto de su interés en las culturas antiguas fue su obra Clave general de la interpretación de los jeroglíficos mexicanos, libro que terminaría por convencer a Fray Servando de que fue Santo tomas quien predicó antes de la llegada de los españoles y a quienes los indígenas y criollos confundían con la virgen de Guadalupe. En la novela Borunda aparece como un ser fantástico que vive en una cueva. Su aspecto físico no es humano, Arenas lo describe como un ser con sobrepeso pero hace analogías con algunos animales como los sapos, Borunda es el primer personaje con el que Arenas muestra su exageración y manipulación de la narración pues lleva la descripción física de este personaje a los extremos.[30]

- Juan Cornide y Filomeno: El primero fue un sacerdote mexicano del estado de Veracruz; el segundo un amigo cubano del padre Mier. Servando encuentra a estos dos personajes después de su primer escape y ellos lo ayudan a esconderse en España. De igual manera son ellos los que lo llevan más adelante a consultar a una bruja y quienes le proporcionan los recursos para salir de España y refugiarse en Francia.[31]

- La bruja: Este personaje aparece en el capítulo XV y Arenas le dedica todo el capítulo, esta bruja es una alegoría de las denuncias de fray Servando sobre las injusticias que ha recibido.[32] La escena con la bruja funciona como una especie de tribunal en donde el fraile expone su caso, sin embargo, es también uno de los pasajes fantásticos de la novela pues la bruja se convierte en el león y parece ser una trampa pero al final parece ser solo un sueño pues al final de capítulo se habla de ir a visitar a la bruja como si no hubiera pasado nada. El personaje y el capítulo son de lo más alucinante de la novela.[33]

- El rey: Alusión a Carlos IV de España, apodado “el Cazador”, fue rey de España desde el 14 de diciembre de 1788 hasta el 19 de marzo de 1808. Arenas también le dedica todo un capítulo a este personaje que en la novela aparece en primera instancia como un muchacho que guía a Servando a través de un bosque, esta escena es también de las más alucinantes de la novela pues el paseo por el bosque es un viaje a los círculos del infierno de Dante.[34] Al final del recorrido, el muchacho, al igual que la bruja, cambia de forma y se convierte en el rey.

- Raquel o Fineta: Es una judía que secuestra a Servando tras su llegada a París. Esto sucede cuando Servando llega a Francia y entra a una sinagoga, en ese momento los judíos lo ven como un ser sabio y cada uno quiere tenerlo como invitado en su casa, pero una judía se les adelante a todos y toma a Servando como prisionero. Ya encerrado en la casa de Raquel, Servando se las ingenia como siempre para salir de la prisión pero lo hace con la ayuda del esclavo cocinero de Raquel. Este cocinero al igual que otros personajes cambia de forma al final del capítulo y termina convirtiéndose en Simón Rodríguez.[35]

- Simón Rodríguez: Alusión a Simón Narciso de Jesús Carreño Rodríguez (Venezuela 1769 – Perú 1854), conocido en su exilio de la América española como Samuel Robinson, fue un educador, escritor, ensayista y filósofo venezolano. Tutor y mentor del Libertador Simón Bolívar y Andrés Bello, aparece en la novela primero como un prisionero más de Raquel. Rodríguez ayuda a Servando a salir de la cárcel de la que ambos son prisioneros pero cuando se liberan caen a un rio y se separan, sin embargo, después se reencontraran y reiniciarán la lucha por la independencia.[36]

- José Sarea, conde de Gijón: Fue un noble rico de Perú. En la novela es un rico noble que ampara a Servando durante su estancia en Francia. Es presentado por Arenas como un hombre inculto, torpe y fácil de manipular. Es asimismo un retrato de la aristocracia rica pero inculta a quien Servando usa sabiamente para utilizar sus recursos económicos.[37]

- Juliette o Julie Récamier: Su nombre completo fue Jeanne Françoise Julie Adélaïde Récamier. Es un personaje de la aristocracia francesa y fue la organizadora de un famoso salón literario en el París postrevolucionario y napoleónico. Este salón es retratado en el capítulo XX por Arenas, un capítulo totalmente inventado pues no está ni en las Memorias ni en Apología[38] en ese capítulo aparecen más personajes históricos e importantes como Alexander von Humboldt, Simón Bolívar, Lucas Alamán, Henri-Benjamin Constant de Rebecque y Anne-Louise Germaine Necker (conocida como Madame de Staël).

- Almirante Nelson: Alusión al célebre militar Horatio Nelson, líder naval británico, murió en la batalla de Trafalgar. Servando conoce a este personaje en su camino hacia Portugal tras huir de la cárcel de Toribios.[39]

- Orlando: Personaje ficticio de novela homónima de la escritora británica Virginia Woolf. Es un personaje que guía a Servando en su estancia en Inglaterra, asimismo es ella quien le presenta a los rebeldes americanos en Inglaterra a Servando. Tanto en la novela de Woolf como en la de Arenas se cuenta que Orlando vivió trescientos años siendo hombre y terminó siendo mujer.[40]

- Emma Lyon, Lady Hamilton: Históricamente es conocida por ser la amante del Almirante Nelson. Servando se encuentra con ella en los salones de la aristocracia inglesa y le cuenta que conoció a su amante y lo vio morir. Esto es motivo para que ella encadene a Servando con el fin de que éste le cuente todo lo que sucedió en la batalla de Trafalgar. Servando acepta solamente porque ella proponer dar una retribución a cambio del relato, el recurso adquirido será usado por Servando para regresar a América y seguir su lucha.[41]

- José María Blanco White: Fue un sacerdote y escritor español, se autodesterró a Inglaterra y ahí desarrollo su crítica hacia la cultura española, fundó la revista El español en donde junto con otros rebeldes, incluido Servando, reflexionó sobre la situación política de España y sus colonias. En la novela aparece como un hombre intelectual que apoya la lucha pero solo desde el plano intelectual, no obstante, es él quien le presenta a Servando a los demás revolucionarios ocultos en Inglaterra.[42]

- Francisco Xavier Mina: Patriota independentista mexicano. En la novela es presentado a Servando a través de Blanco White, también es este el que le dice a Servando que tiene todo un ejército para realizar la independencia de América. Su nivel de convencimiento y determinación terminan por convencer a Servando para seguir con la lucha independentista del continente americano y es así como el fraile se le une en el viaje a Estados Unidos para reunirse con los demás rebeldes y seguir con la lucha.[43]

- Agustín de Iturbide: Referencia a Agustín Cosme Damián de Iturbide y Arámburu, conocido como Agustín de Iturbide o Agustín I, político y militar mexicano, fue el primer emperador de México de 1821 a 1822. Aparece en la novela como un tirano y traidor a la lucha de independencia. En su única aparición, Arenas inventa el diálogo de una entrevista que nunca tuvo lugar entre el emperador y Fray Servando[44] en donde este último se queja del nuevo imperio y aprovecha para sacar a flote sus ideas republicanas y sus frustraciones por no ver la forma de gobierno que esperaba tras la independencia. Sin embargo, su queja ante el emperador solo hace que lo encarcelen de nuevo, esta vez en Santo Domingo.

- Antonio López de Santa Anna: Referencia a Antonio de Padua María Severino López de Santa Anna y Pérez de Lebrón, político y militar mexicano que ocuparía la presidencia de México en once ocasiones. El futuro presidente y dictador de México aparece solo momentáneamente para liberar a Servando de la prisión de la antigua cárcel de la inquisición llamada El patio de los naranjos.[45]

- Guadalupe Victoria: Referencia a José Miguel Ramón Adaucto Fernández y Félix, político y militar mexicano, más conocido como Guadalupe Victoria. El primer presidente de México aparece en los últimos capítulos de la novela. Se preocupa constantemente por Fray Servando, sobre todo por su salud, él es quien le da una retribución como recompensa de sus décadas de lucha independentista y quien lo invita a vivir en palacio nacional para recibir los mejores cuidados hasta el día de su muerte.[46]

- José María Heredia: Con este personaje Arenas se refiere a José María Heredia y Heredia, también conocido como José María Heredia y Campuzano, poeta cubano considerado como el primer poeta romántico de América y uno de los más importantes de la lengua española. El poeta fue desterrado a México por el gobierno colonial español de La Habana. En la novela es amigo de Fray Servando aunque este último critica siempre su poesía y su figura por ser melancólica.[47]

También se mencionan aunque no son personajes (pero se nombran continuamente durante la novela) como tal a: Manuel Godoy y Álvarez de Faria, Gaspar Melchor de Jovellanos, Napoleón I Bonaparte, François-René, Henri Grégoire, el papa Pio VII, el cura y padre de la patria Miguel Hidalgo y Costilla, Agustín Pomposo y Fernández de San Salvador, Fernando VII y a los virreyes de la nueva España Juan Vicente de Güemes Pacheco y de Padilla; y Miguel de la Griua Talamante y Branciforte.

## La figura de fray Servando
Fray Servando Teresa de Mier, conocido también como Fray Servando o Padre Mier (aunque su nombre completo es José Servando Teresa de Mier y Noriega y Guerra), fue un fraile dominico mexicano que nació en Monterrey, Nuevo León, el 18 de octubre de 1765 y murió en la Ciudad de México el 3 de diciembre de 1827. Fray Servando destaca sobre los otros eclesiásticos de su época por muchas razones, entre ellas su prosa y su vida, pues si  algo se puede afirmar de él es que no tuvo una vida ordinaria. Su vida se puede dividir en tres etapas, la primera es una época de formación académica y eclesiástica que abarcó del año 1765 al año 1795, la segunda etapa es la del destierro y una última etapa es la del regreso a México.
La primera etapa termina con el hecho por el que más se recuerda a Fray Servando: su famoso sermón del 12 de diciembre de 1794, pronunciado en presencia del virrey de la Nueva España y el arzobispo del valle de Anáhuac, en el cual se pronuncia en contra de la antigua creencia y culto a la virgen de Guadalupe, santa matrona del Tepeyac. Servando afirmó públicamente “yo pienso que la imagen de nuestra señora de Guadalupe es del tiempo de la predicación en este reino de Santo Tomas, a quien los indios llamaron Quetzalcóatl”.
Después de este acontecimiento comienza la segunda etapa, el exilio, pues sería este sermón el que lo llevaría a recorrer el mundo entero de prisión en prisión. Servando viajaría por toda Europa, sin embargo, dejaría testimonio de todas sus aventuras y desventuras, dos textos dan fe de esto: Memorias y Apología. A lo largo de la historia sucede pocas veces que un desventurado se encargue de documentar sus propios infortunios, este es el caso de Fray Servando. No obstante, esto hace que el discurso pierda objetividad por el mismo hecho de ser enunciado por el mismo actor que lo vivió, aunado a esto, se suma la personalidad poco ortodoxa y la prosa fantástica por la que Fray Servando era conocido y que el mismo describía “Mi imaginación es fuego pero mi corazón está sobre la región de los truenos”. Varios aspectos de su personalidad original quedan al descubierto en sus escritos, por ejemplo, su relación con las mujeres no es la de un clérigo cualquiera: “Como yo estaba todavía de buen aspecto, tampoco me faltaban pretendientes entre las jóvenes cristianas, que no tienen dificultad en explicarse, y cuando yo les respondía que era sacerdote, me decían que eso no obstaba si yo quería abandonar el oficio”. Alfonso Reyes decía que Servando era un inadaptado de su tiempo, y esta inadaptación comienza con los votos que para Servando eran impracticables pues eran muchas las tentaciones.
En su segunda etapa el fraile trotamundos viviría 24 años de persecuciones y martirios que según él le enseñaron a pintar monstruos, engendros en absoluto imaginarios sino copias de los originales. En el momento después de pronunciar su sermón, Servando sería condenado de por vida no solo a ser un desterrado sino a ser el mejor cronista del infierno según ciertos historiadores, sus infortunios los transmutaría en mucho más que una simple narración de una herejía, un juicio y una penitencia inquisitorial. Al leer a Servando más de una vez el lector teme ser víctima de una mixtificación, sin embargo, son las exageraciones y los vuelcos inesperados de sus historias lo que lo hacen un escritor ameno. La prosa de Servando trasluce su poca ortodoxia, pero además Servando añade exageración, transmutación y trampantojos, todos hechos con la finalidad de darse un beneficio propio.

Pero la rebeldía, exageración en la prosa, persecución y su personalidad fueron factores que hicieron que Arenas retratara a Servando en su novela pues el mismo autor se identificaba fuertemente con él, como el revolucionario perseguido de su época y como el artífice de la prosa que lo caracteriza. Es esta prosa original de Servando la que le interesó a Arenas y la cual el llevó al extremo, esto se ve a continuación en el siguiente pasaje: 
“Aunque todo mi equipaje se reducía a un saquillo de ropa, que derramaron los guardias por el suelo, y a ocho duros que llevaba registrados, pasaron también con una lezna el forro de breviario, por si llevaba allí algún oro”
“Aunque todo mi equipaje se reducía a un saquillo de ropa, que desparramaron los guardias por el suelo y a ocho duros, que llevaba registrados, y que ellos se embolsillaron, pasaron también con una lezna el forro de mi breviario, por si allí llevaba algún oro; luego me hicieron desnudar y levantar los brazos, y uno de los guardias me fue levantando todos los pelos de la cabeza y del cuerpo para ver si allí escondía yo alguna riqueza. Las uñas de los pies me fueron levantadas, y me hicieron abrir la boca de tal forma que temí que me desprendiesen las quijadas”
La vida y obra de Servando son alucinantes, después de su exilio regresa a México para terminar con la lucha independentista y ya instaurado el orden y la paz muere tranquilamente en la capital del país recién independizado. Sin embargo; ahí no terminarían sus aventuras, Fray Servando nunca descanso en paz, sus restos posteriormente fueron exhumados y se vendieron a un circo, actualmente no se sabe dónde están. Es pues esta vida fantástica lo que provocó que Arenas escribiera sobre él y lo que sigue cautivando a historiadores, filósofos y escritores.

## Temas centrales
A pesar de que el mismo Reinaldo Arenas declare que su novela “más que ser una novela histórica o biográfica, pretende ser, simplemente, una novela” El mundo alucinante es algo más que una novela de aventuras, porque en su contenido y estructura crea una poética de la que el mismo Arenas da testimonio. Aunque hay varios temas en la novela, el escritor en sus propias palabras se encarga de mostrar que en su novela quiso reflejar el concepto de historia, tiempo y realidad.
Arenas somete a la Historia, a la realidad, al tiempo y al hombre mismo a una lectura rígida; es desde ahí donde surge su poética. El elemento/emblema que usa Arenas para hacer esta crítica es la ola. El oleaje es la incesante perturbación física y encarnación del movimiento que arrasa con todo lo físico y humano. Él mismo declara sobre su literatura: 
“Quien, por truculencias del azar, lea alguno de mis libros, no encontrará en ellos una contradicción sino varias; no un tono sino muchos; no una línea sino varios círculos. Por eso no creo que mis novelas puedan leerse como una historia de acontecimientos concatenados, sino como un oleaje que se expande, vuelve, se ensancha, regresa, más tenue, más enardecido; incesante, en medio de situaciones tan extremas que de tan intolerables resultan a veces liberadoras”
Este emblema de la ola surge por su inconformidad con la idea de revolución y por reflexionar en torno a la naturaleza humana. Arenas escoge el oleaje porque es algo imperfecto que crea imperfecciones. Piensa que toda revolución es y será injusta y traicionera porque no existe garantía alguna de que los seres humanos se comportarán como algo distinto a lo que verdaderamente son: la encarnación de la soberbia y la ambición que frustran el ritmo y la lógica del cosmos. Estos dos aspectos, inconformidad con la revolución y la naturaleza imperfecta del ser humano, los muestra en la novela a través de uno de los narradores: “¿Cuál era la respuesta? – se pregunta el fraile - ¿Dónde estaban los signos y la solución? […] Pensó que el objetivo de toda civilización (de toda revolución, de toda lucha, de todo propósito) era alcanzar la perfección de las constelaciones, su armonía inalterable. ¨Pero jamás – dijo en voz alta – llegaremos a tal perfección, porque seguramente existe algún desequilibrio".

Aunado a esta inconformidad con las revoluciones, cuestiona la idea de Historia en forma lineal y de progreso. Arenas dice al respecto:
"Siempre he desconfiado de lo histórico, de ese dato minucioso y preciso. Porque, ¿Qué cosa es en fin la Historia? ¿Una fila de cartapacios ordenados más o menos cronológicamente? ¿Recoge acaso la Historia el instante crucial en que Fray Servando se encuentra con el agave mexicano o el sentimiento de Heredia al no ver ante el desconsolado horizonte de su alma el palmar amado? Los impulsos, los motivos, las secretas percepciones que instan (hacen) a un hombre no aparecen, no pueden aparecer recogidos por la Historia, así como, aun bajo el quirófano, no se captará jamás el sentimiento de dolor del hombre adolorido".
Asimismo en una entrevista posterior a la novela cuenta su forma de sentir y ver la Historia:
“Yo siempre he sentido una falta de respeto hacia la historia. En todo país, y especialmente en los países totalitarios hay una historia oficial, que es la que generalmente se publica, pero la historia real, la que se padece, solamente pueden contarla las víctimas".
Además une esta idea de replantear la Historia con la de replantear la idea del tiempo:
“Por eso, más que en la Historia busco en el tiempo. En este tiempo incesante y diverso, el horambre es su metáfora. Porque el hombre es, en fin, la metáfora de la Historia, su víctima, aun cuando, aparentemente, intente modificarla, y, según algunos, lo haga. En general los historiadores ven el tiempo como algo lineal en su infinitud ¿con qué pruebas se cuenta para demostrar que es así? […] Como si el tiempo conociese de cronologías, de progresos, como si el tiempo pudiese avanzar…ante la ingenuidad del hombre al intentar entalonar el tiempo, fichándolo, con una intención progresiva y hasta progresista, se opone, sencillamente, el tiempo ¿Cómo, pues, fichar el infinito? El hombre no se resigna a este pavor, de ahí esa incesante irrupción de códices, fechas, calendas, etc.”
Con todo esto se llega a la conclusión de que no hay tiempo ni Historia pues estos conceptos son remplazados por la metáfora y esta metáfora es el hombre:
“Lo que nos sorprende cuando encontramos en el tiempo, en cualquier tiempo, a un personaje auténtico, desgarrador, es precisamente su intemporalidad, es decir, su actualidad; su condición de infinito. Porque infinito - y no histórico - es Aquiles por su cólera y su amor, independientemente de que haya o no existido; como infinito será Cristo por su impracticable filosofía, regístrelo o no la Historia. Esas metáforas, esas imágenes, pertenecen a la eternidad".
En este sentido Servando es la Historia, es el tiempo, es lo infinito. Finalmente se llega a cuestionar a la realidad y la corriente literaria del Realismo:
“Creo que lo infinito no es lo lineal ni lo evidente, pues ver la realidad como un desfile o una fotografía es ver, en verdad, algo muy lejos de la realidad. Por eso, el llamado Realismo me parece que es precisamente lo contrario a la realidad. Ya que al tratar de someter dicha realidad, de encasillarla, de verla desde un sólo punto (el realista) deja lógicamente de percibirse la realidad completa […] por eso, quizás, he intentado en lo poco que he hecho, y de lo hecho, en lo poco que me pertenece, reflejar, no una realidad, sino todas las realidades, o al menos algunas”.
 A través de los testimonios de Arenas se aprecian y se justifican todos los elementos del neobarroco utilizados por el escritor en la novela (discursos literarios, intertextualidad, géneros literarios, uso de tres voces narrativas) y con esto el autor se burla de la visión progresiva y deconstruye la realidad, de tal manera que así crea su poética que va en contra de las ideas impuestas por el poder.

## Recepción y crítica  de la novela
En el concurso de 1966 de la UNEAC Alejo Carpentier y José Antonio Portuondo se negaron a premiar El mundo alucinante al igual que el año anterior con Celestino antes del alba. No fue sino por la oposición de Virgilio Piñera ante el jurado por lo que la novela fue premiada. Arenas y Piñera corrigieron la novela y algunos pasajes se publicaron en algunas revistas oficiales del régimen, pero al final los editores del régimen rechazaron publicar por completo la novela, un pretexto que pusieron fue que acaban de publicar Paradiso, novela que también fue etiquetada como inmoral, contrarrevolucionaria y homosexual pero que sin embargo la crítica internacional la aceptaba. Esto mismo sucedió con la obra de Reinaldo Arenas, El mundo alucinante tuvo un éxito rotundo pero solo en el extranjero, pues en Cuba nuca se ha publicado.
La crítica y censura hacia la escritura de Arenas surge desde su primera novela Celestino antes de alba. Ante la crítica negativa que recibían sus novelas, Arenas respondió “lo triste de todo esto es que cuando alguien se preocupa por expresar las demás realidades, se molestan o lo tachan a uno de poco realista, como si la realidad se limitara a una mano levantada. Y así surge el esquema con el cual trabaja el 99% de nuestra critica”. Queda ahí claro que Arenas estaba en contra de ese realismo imperante en la Cuba socialista. Pero lo que más le daba fuerza a esas críticas negativas era que su obra era fuertemente criticada y rechazada por figuras grandes de la literatura del momento como Nicolás Guillen y Alejo Carpentier.
Sin embargo, es esta crítica la que hace que Arenas, en el capítulo XXXIV, se burle del estilo barroco de Alejo Carpentier a través de un personaje secundario, un viejo que pasea por el palacio nacional describiendo minuciosamente todas las cosas que ve a su alrededor mientras las va apuntando en un cuaderno. Asimismo la crítica ha reconocido algunos signos de esta lucha con Carpentier en la novela de Arenas. El título El mundo alucinante no hace alusión a las Memorias de Servando sino a El siglo de las luces. Se dice que las imágenes de Arenas son las de Carpentier pero exageradas, por ejemplo, Arenas amplia siglo por mundo, y luces por alucinante. Aunado a esto está el hecho de que en los ajustes que posteriormente hizo arenas a la novela se encuentra una sátira hacia Carpentier y un pastiche del siglo de las luces en el capítulo 34, esta sátira critica en clave la sumisión al poder político, el oportunismo de los escritores, así como también es una parodia al barroquismo literario de Carpentier y las alusiones a la beatería política de algunos de sus personajes.
Por otra parte, la secuencia “nota, prólogo con firma y carta prólogo” ha sido interpretada de la siguiente manera: la nota sin fecha ni firma puede dar cuenta de la rapidez con la que tuvo que ser escrita la novela y además del carácter burlesco de esta pues indica que es una novela de aventuras y no otra novela histórica; el prólogo con firma, hecho inmediatamente después de la salida de Arenas de la isla, refleja el incipiente pensamiento de ir en contra de la historia y su discurso oficial; por último, la carta prólogo, también sin fecha y firma, cuenta la historia de la novela, cuando Arenas descubrió a Servando en un libro aburrido y pésimo de historia.
Finalmente sobre el título y subtítulo de la novela se ha interpretado de la siguiente manera: el título y subtítulo, según la crítica, dan claves para la interpretación de la novela. En primera instancia el título El mundo alucinante indica que se trata de un mundo creado donde no hay lógica, sino todo lo contrario su alucinación, una visión deformada de la realidad. Por otra parte, el subtítulo indica claramente la inclinación del género literario, al llamarse una novela de aventuras, Arenas se salta todas las posibles etiquetas que los críticos puedan ponerle a su novela incluyendo la de novela histórica, pues la novela de aventuras, a diferencia de la novela histórica o realista, favorece la acción, el cambio y movimiento libres por encima del relato de circunstancias psicológicas o sociales. Asimismo esto se ve reforzado por la afirmación de mismo arenas cuando dice que “Más que una novela histórica o biográfica, pretende ser simplemente una novela”.
Sobre esto último parte de la crítica ha considerado a El mundo alucinante como una novela histórica, sin embargo, no se puede hablar de eso porque el autor no la hizo con esas intenciones, pues la fuerza mágica de Arenas reconstruye el periodo genérico de las guerras de independencia del mundo hispánico, sin las restricciones que implica moverse en el plano de la verosimilitud, además de que la simbiosis narrador/Servando metaforiza la identificación ideológica de estos hombres quienes a pesar de haber vivido en épocas tan distantes en el tiempo comparten el haber mantenido los mismos principios de lucha contra todo sistema que amordazara o pusiera en peligro su libertad de expresión y/o sus derechos a cuestionar los dogmas establecidos por el régimen imperante. En resumen, no es una novela histórica porque Arenas hace una reinvención de las Memorias, no es fiel a la realidad ni al discurso histórico, se apropia del texto, prefiere no anclarse a un discurso, por eso lleva la historia al plano de la ficción, le interesa ver la Historia como la vio la gente que la vivió, le interesa apropiarse la Historia, “como interpretarla uno mismo”. Arenas no cuenta la verdadera vida del fraile sino su vida imaginaria.